# 安德鲁·姆維西瓦
安德魯·姆維西瓦（1984年4月24日—），生于烏干達，烏干達职业足球运动员，现效力于中國超級足球聯賽球会重慶力帆。

## 生涯

### 球會生涯
姆維西瓦於2002年開始他的職業生涯，效力烏干達球會維拉，然後再於2006年轉到冰島球會韋斯特曼纳埃亞。
2010年3月10日，他正式與重慶力帆簽署了一份合同。

### 國際賽生涯
姆維西瓦於2003年開始入選國家隊。

## 連結
- 安德鲁·姆維西瓦在National-Football-Teams.com的資料